# Nikola Maraš
Nikola Maraš (Servisch: Никола Мараш) (Belgrado, 19 december 1995) is een Servisch voetballer die doorgaans speelt als centrale verdediger. In juli 2023 verruilde hij Almería voor Deportivo Alavés. Maraš maakte in 2016 zijn debuut in het Servisch voetbalelftal.

## Clubcarrière
Maraš speelde in de jeugdopleidingen van Partizan en Rad en maakte op 26 mei 2013 zijn debuut in het eerste elftal toen met 3–1 gewonnen werd van Radnički Niš. De verdediger begon als reservespeler aan de wedstrijd, maar mocht twaalf minuten voor tijd invallen voor Uroš Vitas. Zijn eerste doelpunt maakte hij op 16 augustus 2014, thuis tegen Borac Čačak. Na doelpunten van Stefan Živković en Nemanja Mihajlović maakte Maraš in de zeventigste minuut de beslissende 2–1.
In de zomer van 2017 nam Chaves de Servische verdediger over voor circa vierhonderdduizend euro. In Portugal zette hij zijn handtekening onder een verbintenis voor de duur van vier seizoenen. Maraš werd in augustus 2019 voor de rest van het seizoen verhuurd aan Almería. Die club nam hem de zomer erop definitief over. Medio 2021 huurde Rayo Vallecano Maraš voor een seizoen. Het jaar erop werd hij opnieuw verhuurd, nu aan Deportivo Alavés.
Aan het einde van de verhuurperiode nam Alavés hem voor een bedrag van circa anderhalf miljoen euro definitief over en hij tekende voor vier seizoenen. Na zijn definitieve aankoop speelde hij tot aan de winterstop alleen in de beker, waarop hij verhuurd werd aan Levante. Na zijn terugkeer in de zomer werd Maraš opnieuw verhuurd, nu aan Sporting Gijón.

## Clubstatistieken
| Seizoen | Club               | Competitie       | Competitie | Competitie | Beker | Beker | Internationaal | Internationaal | Totaal | Totaal |
| Seizoen | Club               | Competitie       | Wed.       | Dlp.       | Wed.  | Dlp.  | Wed.           | Dlp.           | Wed.   | Dlp.   |
| ------- | ------------------ | ---------------- | ---------- | ---------- | ----- | ----- | -------------- | -------------- | ------ | ------ |
| 2012/13 | Rad                | Superliga        | 1          | 0          | 0     | 0     | —              | —              | 1      | 0      |
| 2013/14 | Rad                | Superliga        | 5          | 0          | 0     | 0     | —              | —              | 5      | 0      |
| 2014/15 | Rad                | Superliga        | 23         | 1          | 3     | 0     | —              | —              | 26     | 1      |
| 2015/16 | Rad                | Superliga        | 34         | 4          | 0     | 0     | —              | —              | 34     | 4      |
| 2016/17 | Rad                | Superliga        | 34         | 2          | 2     | 0     | —              | —              | 36     | 2      |
| 2017/18 | Rad                | Superliga        | 7          | 0          | 0     | 0     | —              | —              | 7      | 0      |
| 2017/18 | Chaves             | Primeira Liga    | 29         | 1          | 1     | 0     | —              | —              | 30     | 1      |
| 2018/19 | Chaves             | Primeira Liga    | 28         | 4          | 3     | 0     | —              | —              | 31     | 4      |
| 2019/20 | → Almería          | Segunda División | 38         | 2          | 1     | 1     | —              | —              | 39     | 3      |
| 2020/21 | Almería            | Segunda División | 31         | 1          | 1     | 0     | —              | —              | 32     | 1      |
| 2021/22 | → Rayo Vallecano   | Primera División | 16         | 0          | 3     | 0     | —              | —              | 19     | 0      |
| 2022/23 | → Deportivo Alavés | Segunda División | 20         | 0          | 0     | 0     | —              | —              | 20     | 0      |
| 2023/24 | Deportivo Alavés   | Primera División | 0          | 0          | 3     | 0     | —              | —              | 3      | 0      |
| 2023/24 | → Levante          | Segunda División | 8          | 0          | 0     | 0     | —              | —              | 8      | 0      |
| 2024/25 | → Sporting Gijón   | Segunda División | 27         | 0          | 1     | 0     | —              | —              | 28     | 0      |
| Totaal  | Totaal             | Totaal           | 301        | 15         | 18    | 1     | 0              | 0              | 319    | 16     |

Bijgewerkt op 20 juli 2025.

## Interlandcarrière
Maraš maakte zijn debuut in het Servisch voetbalelftal op 29 september 2016, toen met 3–0 verloren werd van Qatar door drie doelpunten van Sebastián Soria. Maraš mocht van bondscoach Slovoljub Muslin in de basis starten en hij speelde het gehele duel mee. De andere debutanten dit duel waren Filip Kljajić, Nikola Milenković, Nemanja Miletić (allen Partizan), Nikola Ćirković (Voždovac), Vladimir Kovačević (Vojvodina), Slobodan Urošević, Marko Gobeljić (beiden Napredak Kruševac), Bogdan Mladenović (Rad), Srđan Plavšić, Marko Poletanović, Mihailo Ristić (allen Rode Ster Belgrado), Ognjen Ožegović (Čukarički), Miloš Stanojević, Nikola Stanković (beiden Radnički Niš) en Saša Jovanović (Mladost Lučani).
| Interlands van Nikola Maraš voor Servië | Interlands van Nikola Maraš voor Servië | Interlands van Nikola Maraš voor Servië | Interlands van Nikola Maraš voor Servië | Interlands van Nikola Maraš voor Servië | Interlands van Nikola Maraš voor Servië | Interlands van Nikola Maraš voor Servië |
| №                                       | Datum                                   | Wedstrijd                               | Uitslag                                 | Competitie                              | Goals                                   |                                         |
| Als speler bij Rad                      | Als speler bij Rad                      | Als speler bij Rad                      | Als speler bij Rad                      | Als speler bij Rad                      | Als speler bij Rad                      | Als speler bij Rad                      |
| --------------------------------------- | --------------------------------------- | --------------------------------------- | --------------------------------------- | --------------------------------------- | --------------------------------------- | --------------------------------------- |
| 1                                       | 29 juni 2016                            | Qatar – Servië                          | 3 – 0                                   | Vriendschappelijk                       |                                         |                                         |
| 2                                       | 29 januari 2017                         | Verenigde Staten – Servië               | 0 – 0                                   | Vriendschappelijk                       |                                         |                                         |

Bijgewerkt op 20 juli 2025.